# Estación de Tafalla
Tafalla es una estación ferroviaria situada en el municipio español de Tafalla en la comunidad foral de Navarra. Dispone de servicios de Larga y Media Distancia operados por Renfe.

## Situación ferroviaria
La estación se encuentra en el punto kilométrico 138,3 de la línea férrea Castejón de Ebro-Alsasua a 421,5 metros de altitud.

## Historia

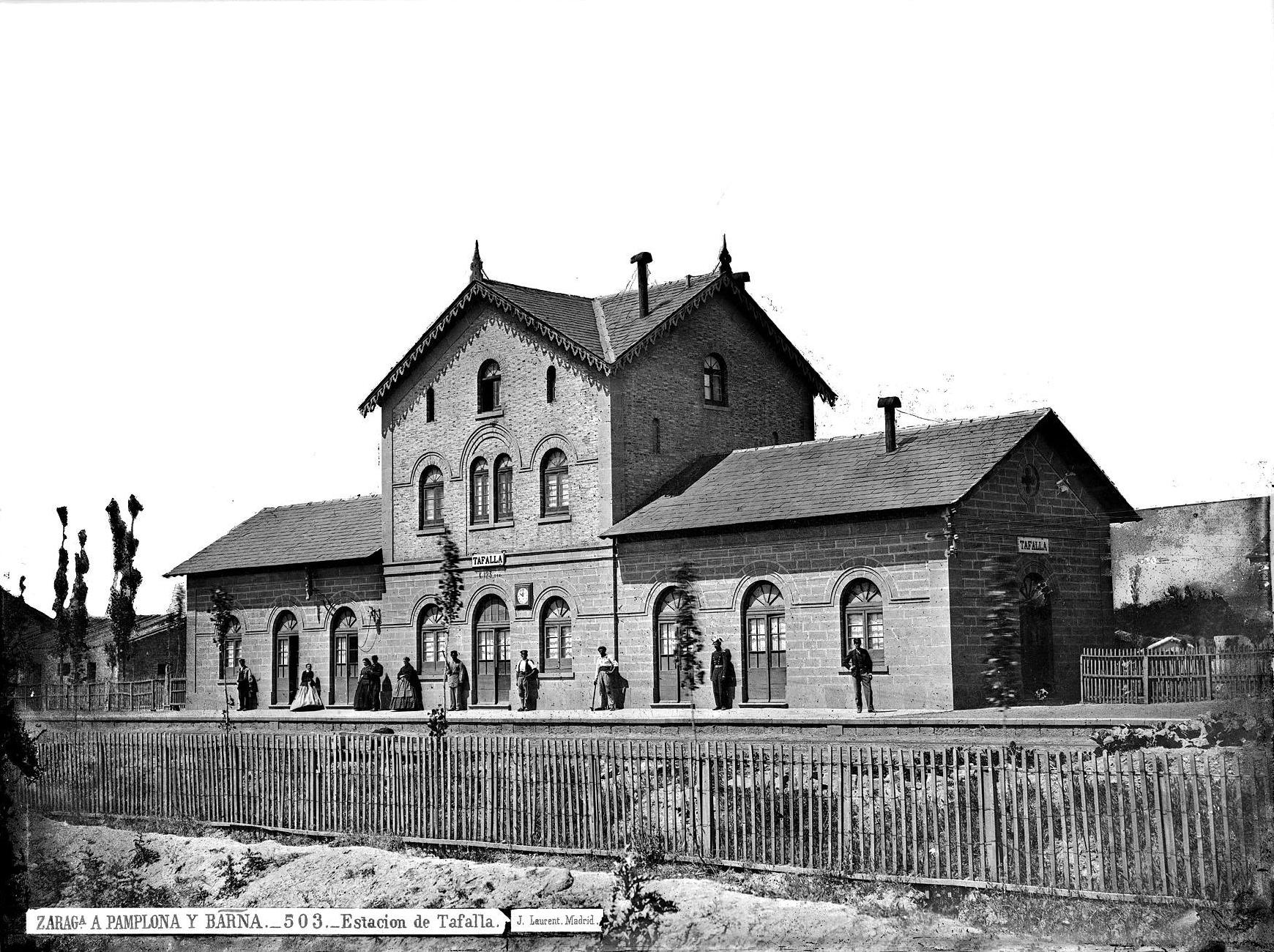
La estación en el (c. 1860-1885). Fotografía de J. Laurent.

La estación fue abierta al tráfico el 15 de septiembre de 1860 con la apertura del tramo Caparroso-Pamplona de la línea férrea que pretendía unir Zaragoza con Navarra por parte de la Compañía del Ferrocarril de Zaragoza a Pamplona. Esta última no tardaría en unirse con la compañía del ferrocarril de Zaragoza a Barcelona, dando lugar a la Compañía de los Ferrocarriles de Zaragoza a Pamplona y Barcelona. El 1 de abril de 1878 su mala situación económica la forzó a aceptar una fusión con Norte. En 1941, la nacionalización del ferrocarril en España supuso la integración de Norte en la recién creada RENFE.
Desde el 31 de diciembre de 2004 Renfe explota la línea mientras que Adif es la titular de las instalaciones ferroviarias.
En 2013 sus usuarios comenzaron a preocuparse por la posible desaparición de esta estación, dado que el proyecto del Tren de Alta Velocidad de Navarra no contempla una estación en Tafalla. Por este motivo recaban el apoyo de más de 3.000 vecinos de la Comarca de Tafalla con una recogida de firmas. El 15 de septiembre de 2013, con motivo del 153 aniversario de la inauguración de esta estación, convocan un acto en sus instalaciones para reivindicar su mantenimiento.

## La estación
Se sitúa al oeste del núcleo urbano. El edificio para viajeros en una amplia estructura formada por un pabellón central de tres pisos y dos alas laterales de menor altura. Sus vanos, están decorados con arcos de medio punto. Cuenta con tres andenes, uno lateral y dos centrales al que acceden tres vías. Dispone de venta de billetes, sala de espera, aseos y cafetería. En el exterior existe un aparcamiento habilitado.

## Servicios ferroviarios

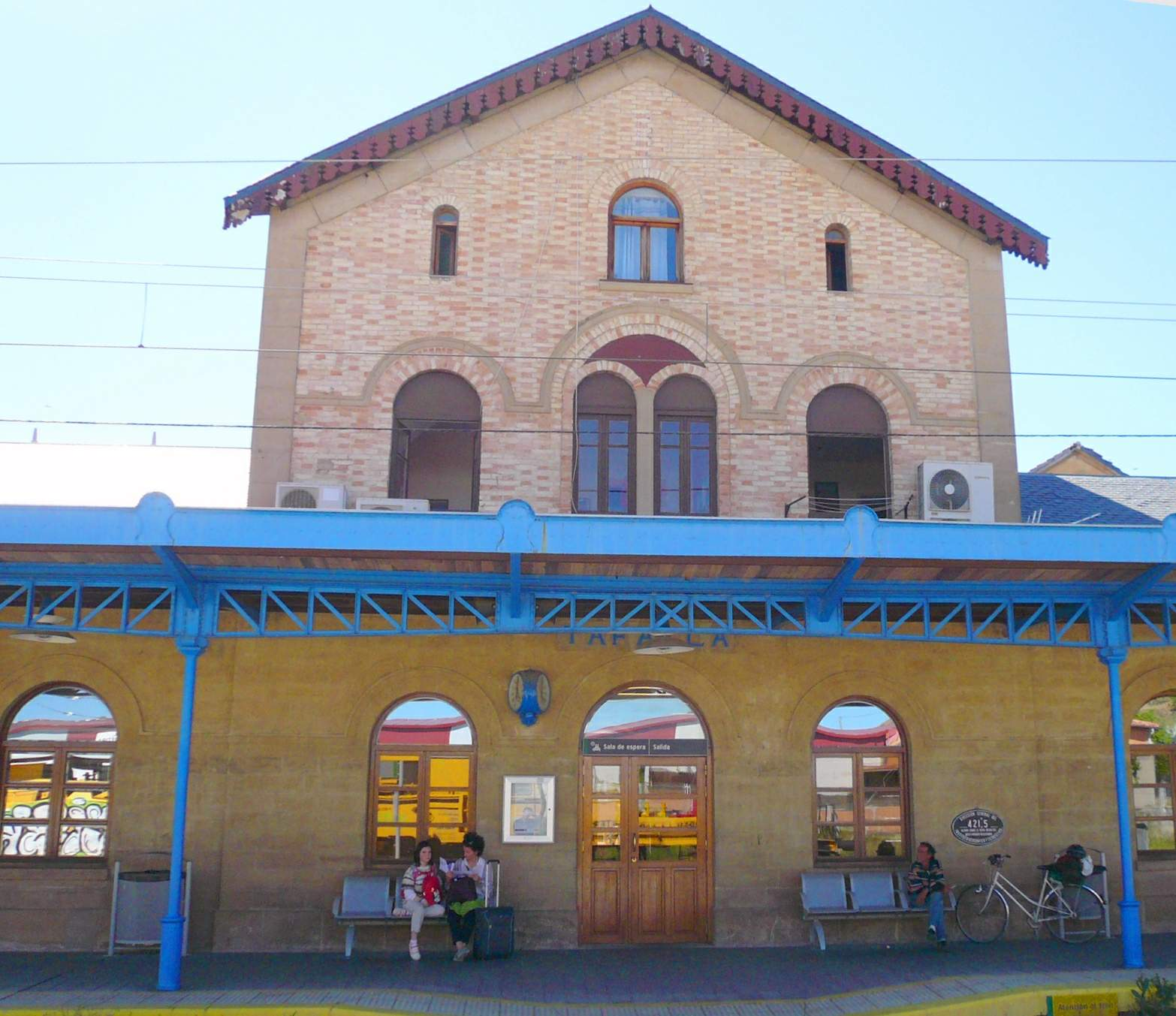
Aspecto de los andenes de la estación

### Larga Distancia
El tráfico de Larga Distancia que tiene parada en la estación incluye principalmente relaciones transversales realizadas con trenes Alvia que unen Barcelona con Asturias, Galicia y el País Vasco pasando por Castilla y León. Madrid también está unida con Tafalla gracias a otro Alvia que cubre el trayecto Madrid-Pamplona.

### Media Distancia
El tráfico de Media Distancia con parada en la estación tiene como principales destinos Zaragoza, Vitoria, Pamplona y Castejón. Los fines de semana existe un tren de refuerzo que para en la estación y que cubre la relación entre esos dos último destinos.